# All-Ireland Senior Football Championship 1967
L'All-Ireland Senior Football Championship 1967 fu l'edizione numero 81 del principale torneo di calcio gaelico irlandese. Meath batté in finale Cork ottenendo la terza vittoria della sua storia.

## Semifinali
| Dublino 6 agosto 1967 | Cork | 2-07 – 0-12 | Cavan | Croke Park (28370 spett.) |

| Dublino 20 agosto 1967 | Meath | 3-14 – 1-14 | Mayo | Croke Park (42958 spett.) |

### Finale
| Dublino 24 settembre 1967 | Meath | 1-09 – 0-09 | Cork | Croke Park (71294 spett.) |